# Ivolginskij dacan
Ivolginskij dacan (rusky Иволгинский дацан, burjatsky Эбилгын дасан) je velký buddhistický klášterní komplex a centrum buddhismu v Rusku. Nachází se v Republice Burjatsko, nedaleko hlavního města Ulan-Ude u obce Věrchnaja Ivolga.

## Historie
Výstavbou Ivolginského dacanu začal složitý proces znovuzrození buddhismu v Rusku v polovině 20. století. Na konci druhé světové války po mnohých prosbách věřících začala stavba chrámů a klášterů. V roce 1945 byla oficiálně povolena výstavba. Díky iniciativě buddhistů proběhla sbírka. 12. prosince 1945 byl klášter oficiálně otevřen.

## Galerie

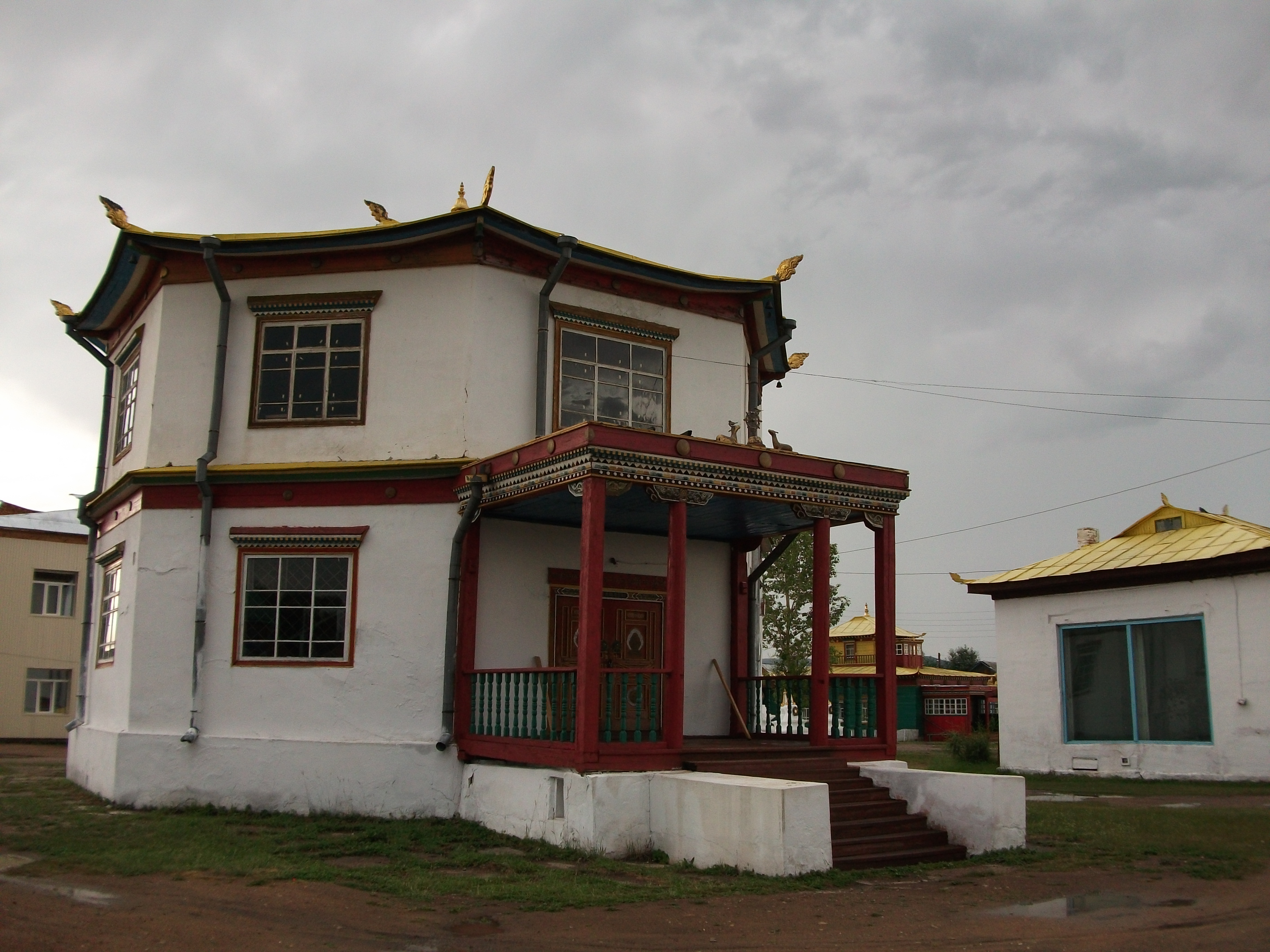
Devaažin-dugan
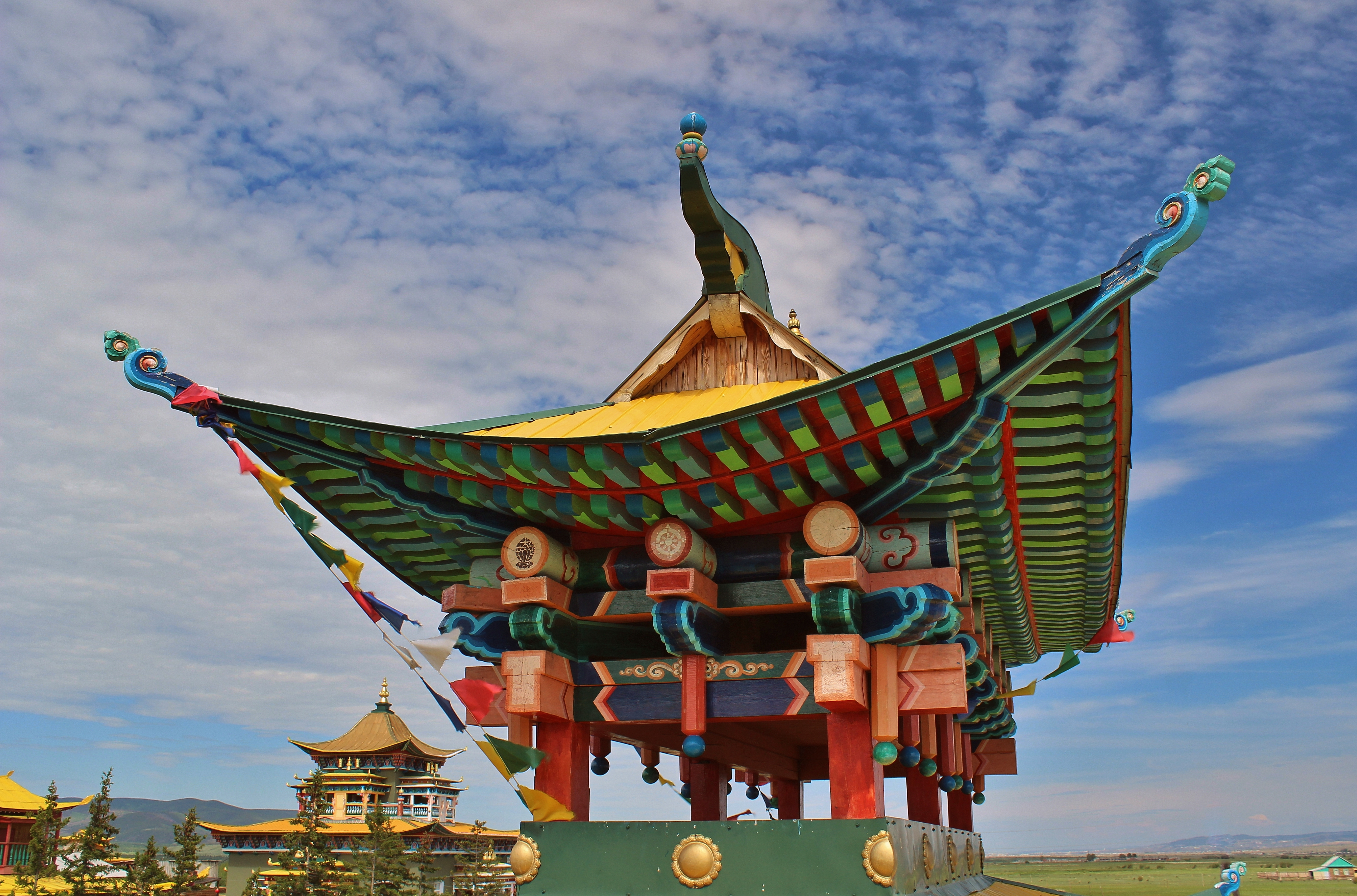
Ivolginskij dacan
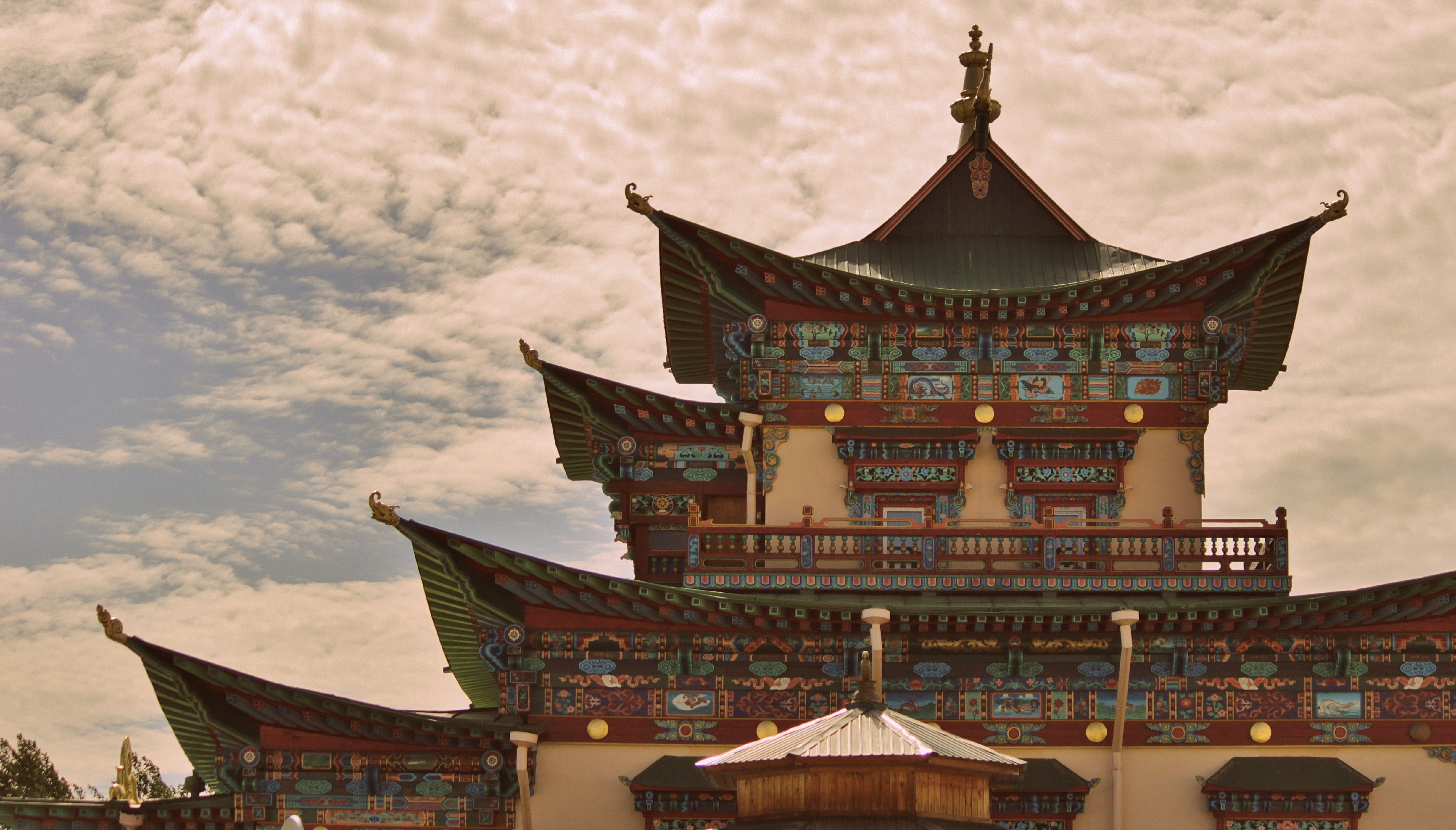
Chrám Chambo-lámy Itigelova
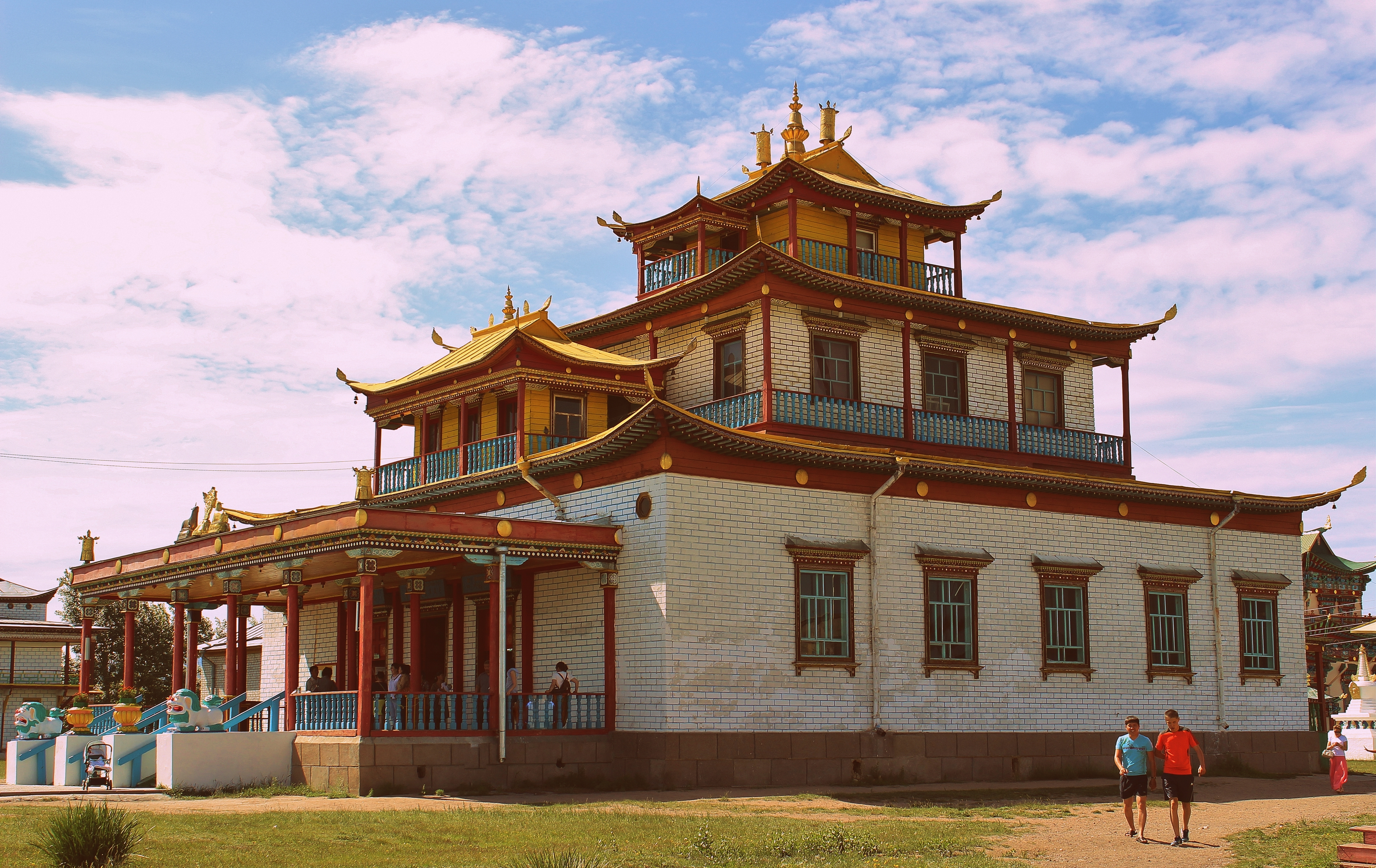
Cogčen-dugan
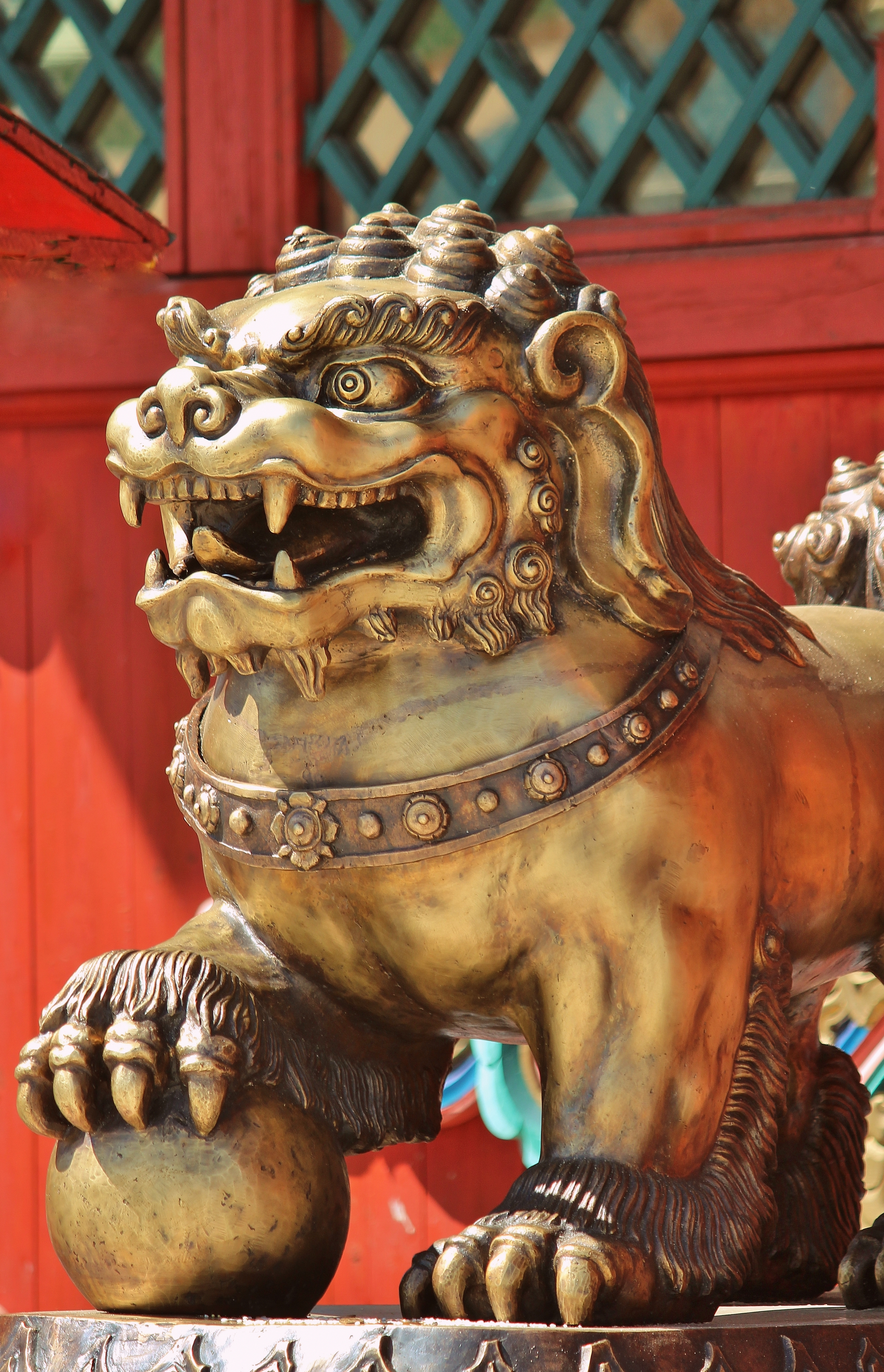
V Ivolginském dacanu
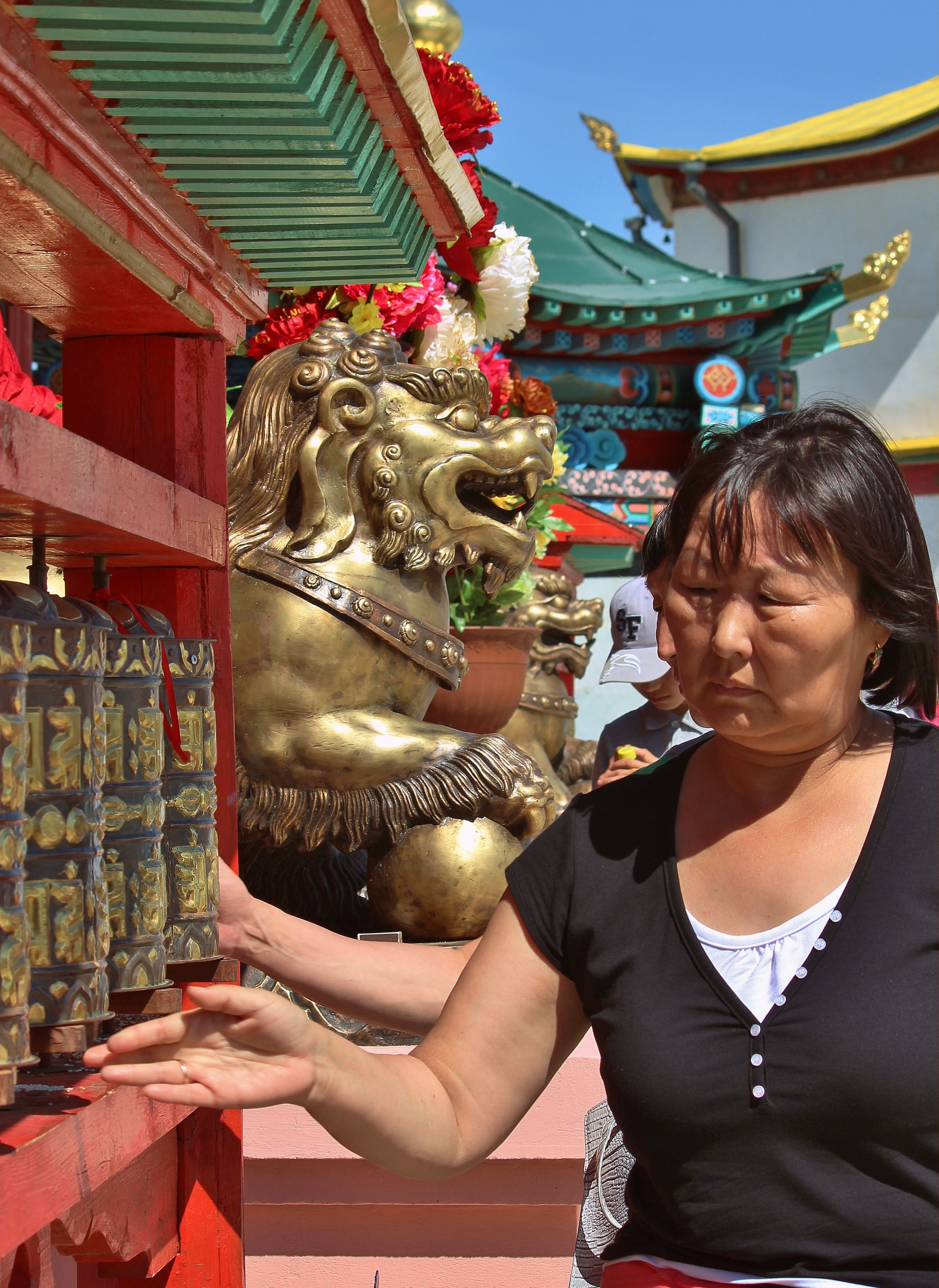
V Ivolginském dacanu
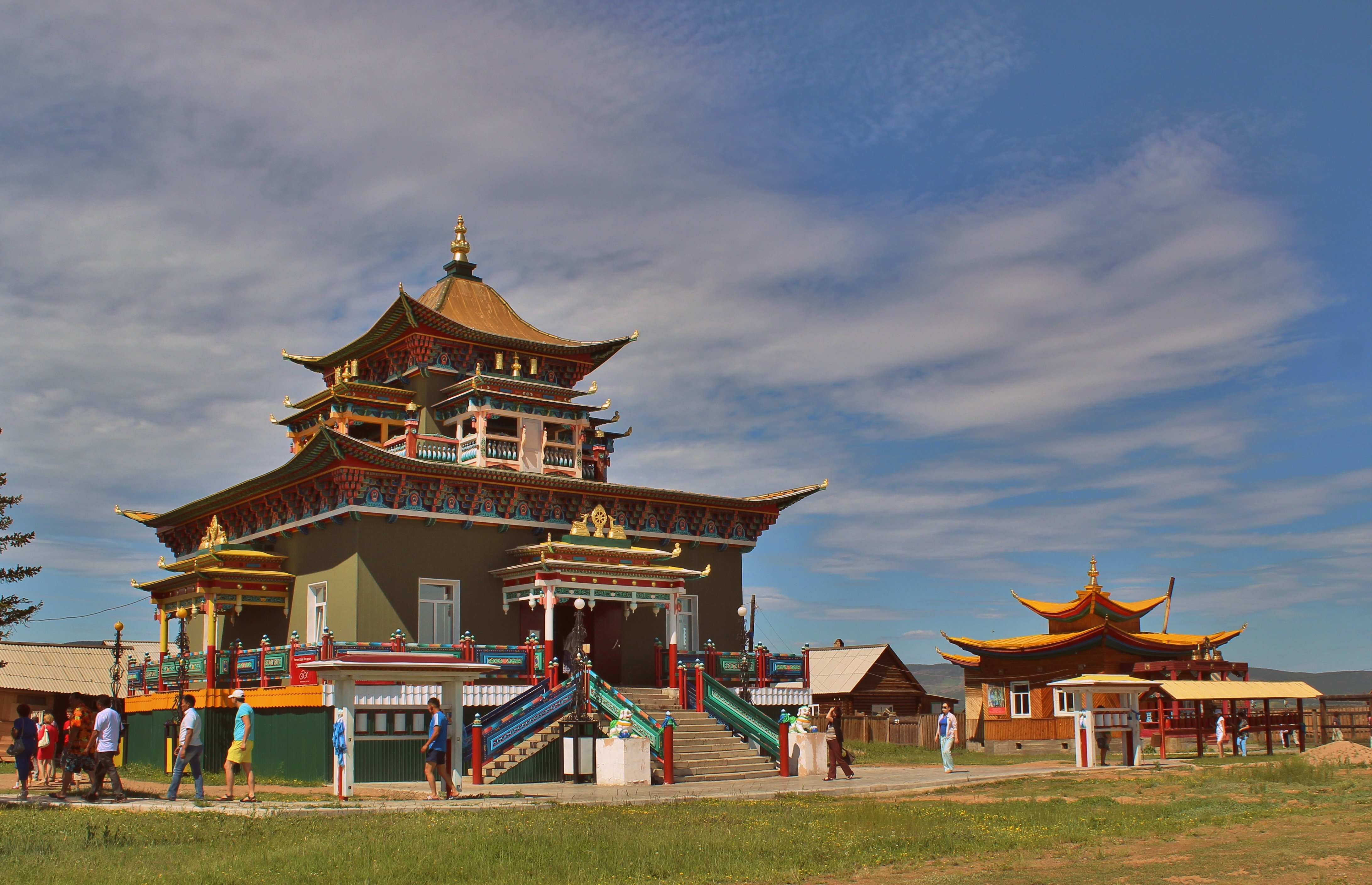
Dugan Zelený
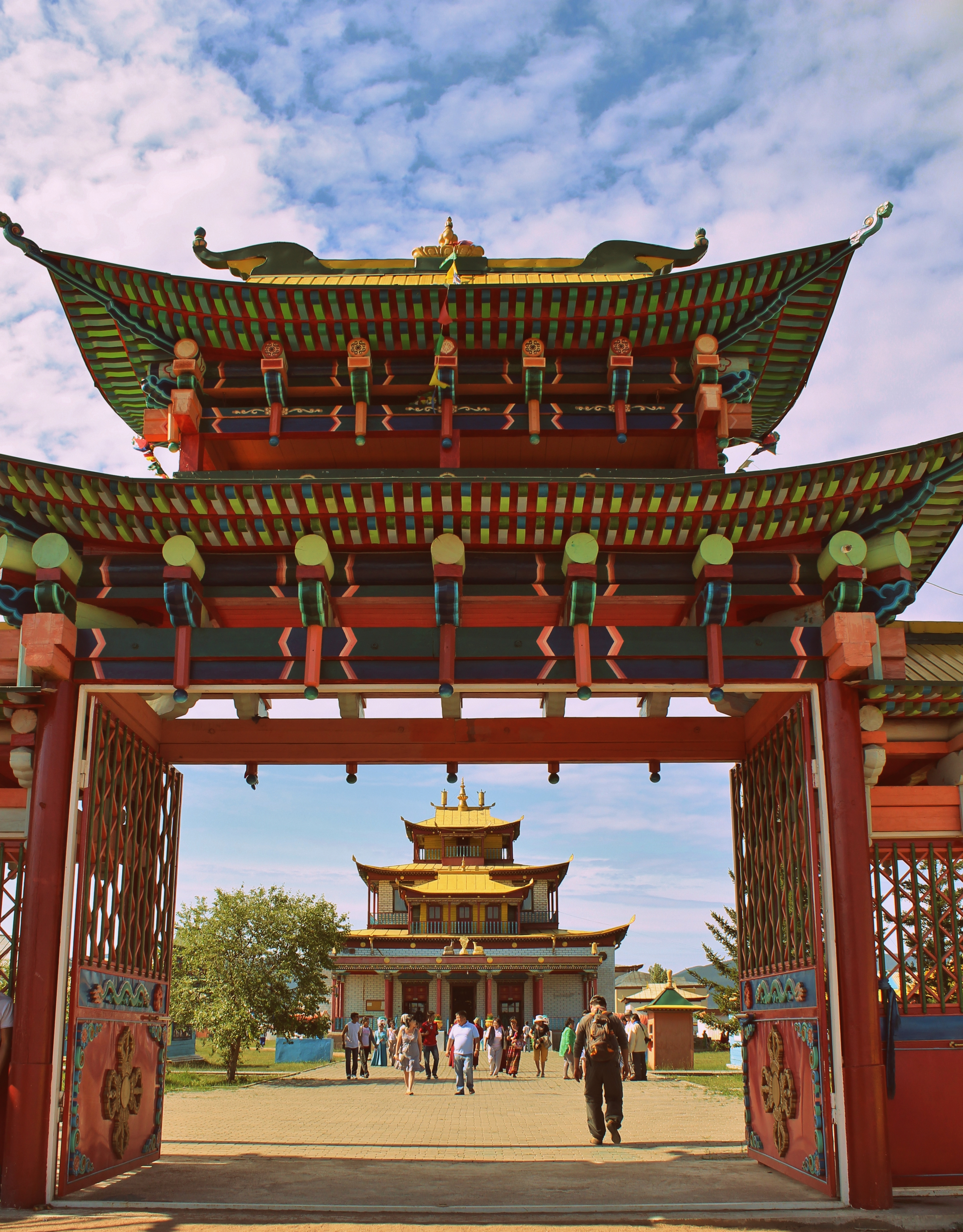
Hlavní brána Ivolginského dacanu
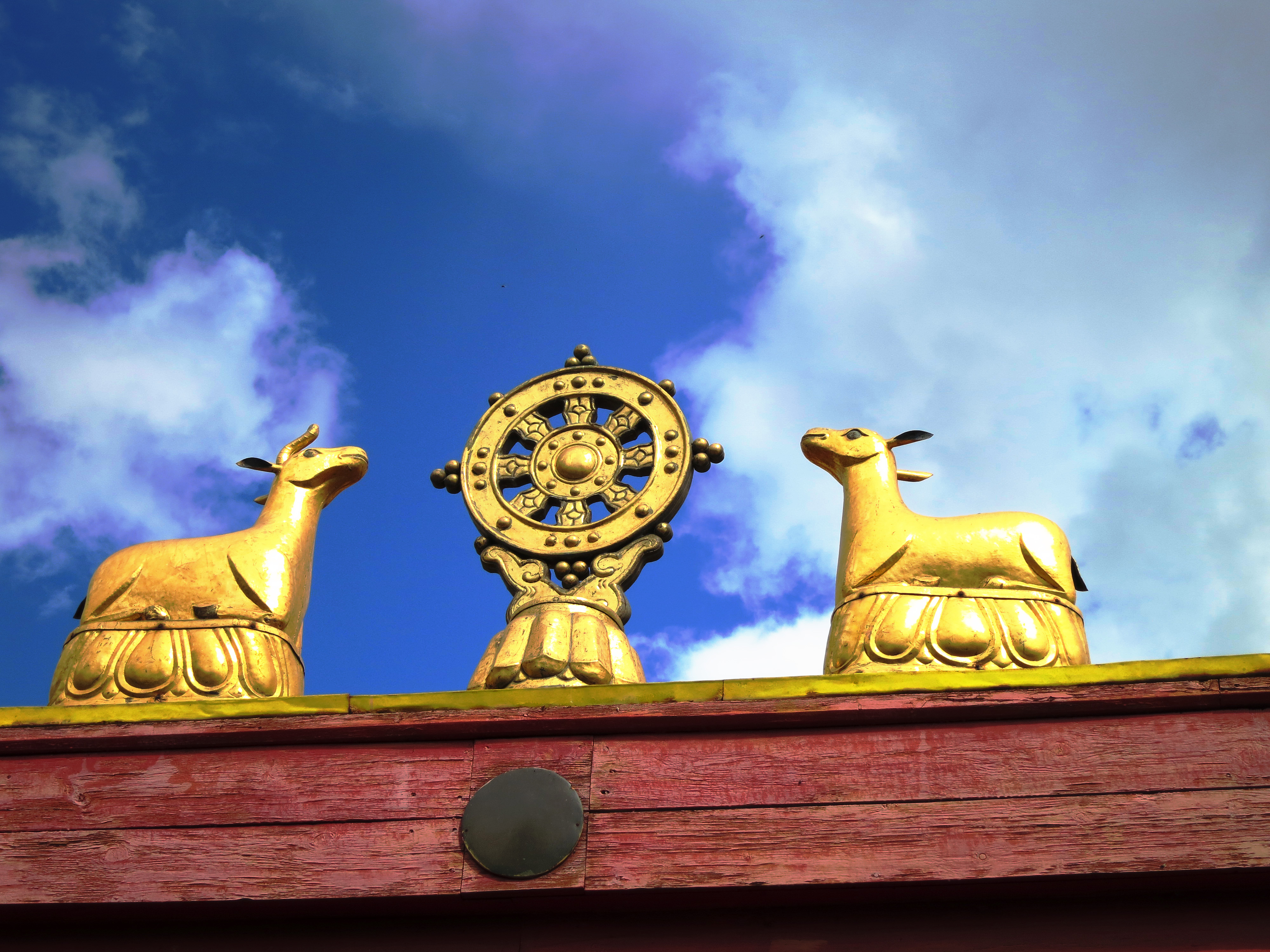
Zlaté kolo
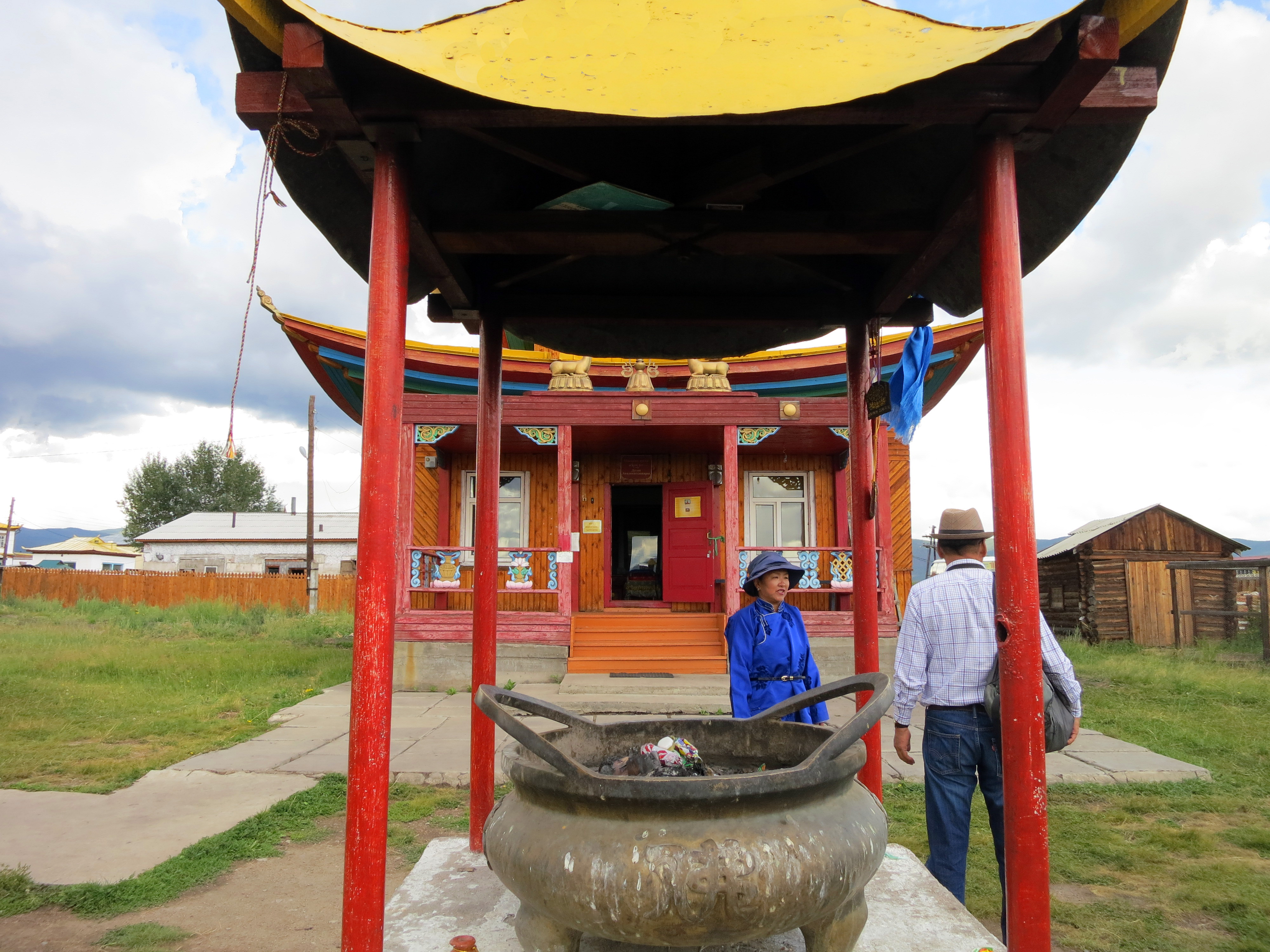
Vykuřovadlo